# Осада Марселя (1524)
Осада Марселя (август — сентябрь 1524 года) — эпизод итальянской войны 1521—1526 годов.

## Предыстория
В начале 1524 года имперские силы получили преимущество над французскими в Италии: имперцы набрали дополнительных ландскнехтов, а французов покинули многие швейцарцы, и Гийом Гуфье де Бониве начал отступление. Поражение французов в сражении на реке Сезия, где погиб командовавший арьергардом Баярд, продемонстрировало превосходство групп аркебузиров над более традиционными войсками; французская армия отступила через Альпы в беспорядке.
Фернандо д’Авалос и Карл III де Бурбон, имея под командованием около 11 тысяч человек, пересекли Альпы и в начале июля вторглись в Прованс. Пройдя без сопротивления через большинство мелких населённых пунктов, Бурбон 9 августа вошёл в столицу провинции — город Экс-ан-Прованс — и провозгласил себя «графом Прованским», признав ленную зависимость от Генриха VIII в обмен на поддержку последним борьбы против французского короля. В середине августа де Бурбон и д’Авалос осадили Марсель — последнюю крепость Прованса, остававшуюся во французских руках.

## Боевые действия
Де Бурбон и д’Авалос не смогли взять город атакой, и им пришлось приступить к осаде. Однако французский король Франциск I, собрав 40-тысячную армию, лично отправился с ней на юг страны, и к концу сентября прибыл в Прованс. Получив известие о приближении столь большого войска, Де Бурбон и д’Авалос сняли осаду и отступили в Италию.

## Последствия
В середине октября 1524 года французская 40-тысячная армия, которой командовал лично Франциск I, перешла через Альпы и двинулась к Милану. Де Бурбон и д’Авалос, чьи войска ещё не пришли в себя после кампании в Провансе, не могли оказать серьёзного сопротивления и были вынуждены отступать на восток, надеясь соединиться с более-менее значительными имперскими гарнизонами и получить помощь из других частей Империи, чтобы противостоять французскому наступлению.